# Jakob Gapp
Jakob Gapp SM (* 26. Juli 1897 in Wattens, Tirol; † 13. August 1943 in Berlin-Plötzensee, Deutsches Reich) war ein österreichischer Priester im Widerstand gegen den Nationalsozialismus.

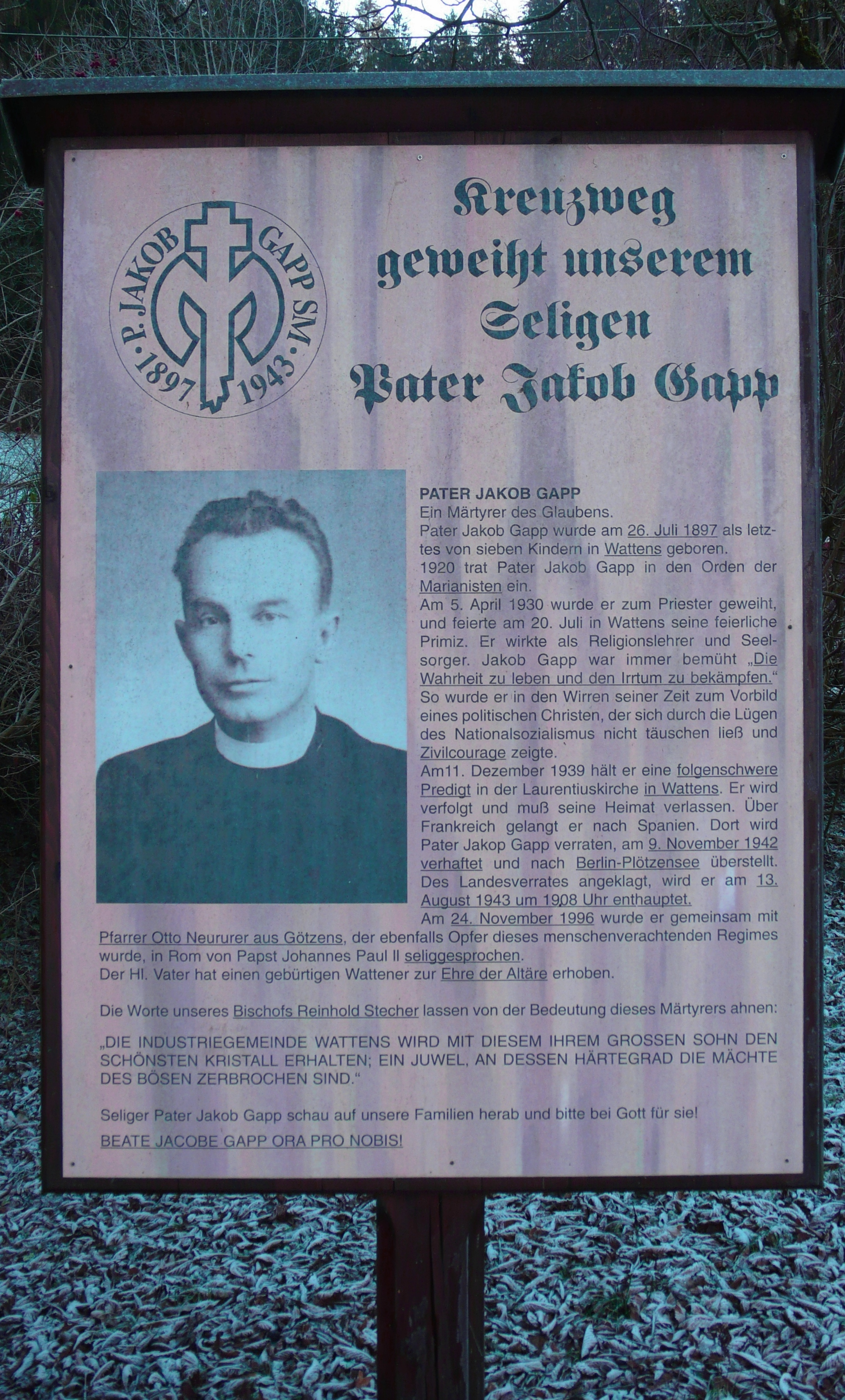
Gedenktafel in Wattens

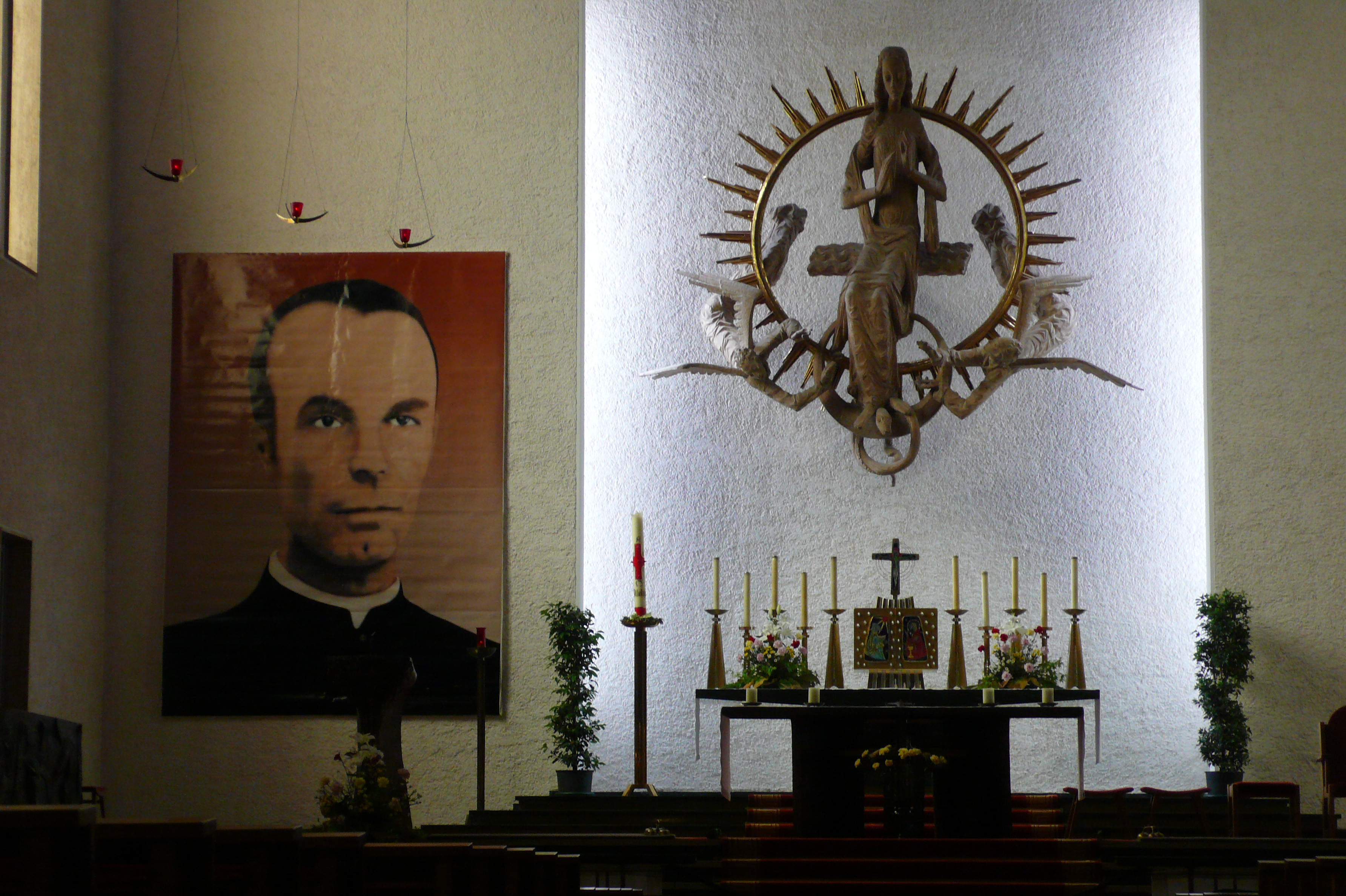
Jakob-Gapp-Bild in der Marien-Pfarrkirche seiner Heimatgemeinde Wattens (im Juni 2011)

## Leben
Jakob Gapp stammte aus einer Fabrikarbeiterfamilie. In Hall in Tirol besuchte er das Franziskanergymnasium. Er meldete sich freiwillig zum Ersten Weltkrieg bei den Tiroler Standschützen. 1916 wurde er verwundet; am 6. November 1918 kam er in Kriegsgefangenschaft, aus der er am 14. August 1919 heimkehrte.
Am 13. August 1920 trat er in den Orden der Marianisten ein. Sein Noviziat machte er auf dem Greisinghof, Tragwein. 1930 wurde er zum Priester geweiht. Danach war er Lehrer und Präfekt im Marianum Freistadt, in Lanzenkirchen und im Marieninstitut in Graz.
Er lehnte den Nationalsozialismus entschieden ab und machte daraus keinen Hehl.
Im März 1938 (kurz nach dem Anschluss Österreichs) verweigerte er im Privatrealgymnasium des Marieninstituts in Graz die Ableistung des Hitler-Grußes und trug kein Hakenkreuzabzeichen. Die Ordensleitung empfand solche demonstrativen Handlungen als Gefahr für die Ordensgemeinschaft und die Schule, man bemühte sich um ein Auskommen mit den neuen Machthabern. 
Gapp kam im September 1938 als Kooperator und Katechet nach Breitenwang (Tirol). In Reutte erteilte er in der Volks- und Hauptschule Religionsunterricht. Nachdem er dort das Gebot der Nächstenliebe ohne Rücksicht auf Nationalität und Religion propagierte und sich laut späterer Anklageschrift als „Judenfreund und Gegner des Führers“ zu erkennen gegeben hatte, erhielt er ein allgemeines Unterrichtsverbot. 
Im Dezember 1938 verurteilte er in einer Predigt in der Pfarrkirche Wattens das nationalsozialistische Weltbild scharf. 
Daraufhin musste er Tirol im Januar 1939 fluchtartig verlassen. Nach einem kurzen Aufenthalt im Gründungshaus seines Ordens in Bordeaux floh er im Mai 1939 nach Spanien. Auch dort predigte er gegen den Nationalsozialismus und verteilte Broschüren mit englischen Rundfunknachrichten über die Kriegsereignisse.
Deutsche Agenten entführten Gapp am 9. November 1942 in das von der Wehrmacht besetzte Frankreich und dann weiter nach Berlin.
Am 2. Juli 1943 wurde Jakob Gapp in Berlin wegen „Landesverrats“ zum Tode verurteilt. 
Am 13. August 1943 wurde er in Berlin-Plötzensee enthauptet. Sein Leichnam wurde, wie zu dieser Zeit bei vielen Hingerichteten, dem Anatomischen Institut der Berliner Universität übergeben.

## Rehabilitation und Würdigung
Am 26. Juni 1987 wurde der Seligsprechungsprozess für Pater Gapp in Wien eröffnet. 37 Zeugen wurden einvernommen. 1987 wurden die Akten an die vatikanische Kongregation für die Selig- und Heiligsprechungen übergeben. 
1996 wurde das Todesurteil gegen Gapp in Berlin aufgehoben. 
Am 24. November 1996 wurde er in Rom zusammen mit seinem Landsmann, dem Pfarrer und Märtyrer Otto Neururer (hingerichtet 1940) von Papst Johannes Paul II. seliggesprochen. Gapps Gedenktag ist sein Todestag, der 13. August.
Am Greisinghof wurde ein von Prof. Herbert Friedl entworfener Gedenkstein errichtet, dieser Stein ist nach Berlin ausgerichtet. In der Kirche Greisinghof zeigt ein Wandgemälde von Teresa Stanciewicz den Märtyrer. Sein Professring und der Abschiedsbrief sind besonders wertvolle Gedenkstücke. Eine Skulptur von Jakob Gapp gibt es im Marianum Fulda. 
Seit 1996 gibt es den „Pater-Jakob-Gapp-Kreuzweg“ zwischen den Gemeinden Wattens und Wattenberg. Weitere Gedenkorte in Wattens sind die Büste und Gedenktafel in der Laurentiuskirche und die Gedenktafel an seinem Geburtshaus. Das Haus der Jugend, das der Pfarre Wattens gehört, wurde in Wattens wurde in „Jakob-Gapp-Jugendhaus“ umbenannt. In Hall im Franziskanergymnasium erinnert eine Gedenktafel an den Seligen. Das Theaterstück Kreuz und Quer ist dem Leben, Sterben und Umgang mit der Erinnerung an Jakob Gapp in Wattens gewidmet.
Eine weitere Erinnerung an Gapp bildet die 1996 eingeweihte Dorfkapelle zum Heiligen Bernhard in Penzendorf bei Greinbach, in deren Wand Gapps Name als einer von vier Heiligen bzw. Seligen verewigt ist.
Es findet jährlich am 25. Juli eine Gedenkwallfahrt von Wattens auf den Umlberg (Gemeinde Terfens) statt.
Der Pater-Jakob-Gapp-Preis ist ein von der Diözese Innsbruck vergebener, ideeller (= finanziell nicht dotierter) Preis.
Reliquien des Seligen befinden sich in der Kapelle des Hauses der Begegnung in Innsbruck und mit 2002 auch im Altartisch der neuen Pfarrkirche Telfs-Schlichtling.
Gapp ist einer der Patrone der Katholischen Arbeiterbewegung Tirols.

## Pater-Jakob-Gapp-Preis
Von Bischof Manfred Scheuer wurde der Pater-Jakob-Gapp-Preis ins Leben gerufen, um Gapp zu würdigen. Verliehen wird der Preis an Unternehmen, die sich gemäß den Grundsätzen der Katholischen Soziallehre um Nachhaltigkeit und um ein gutes Betriebsklima bemühen und deren Leitung soziale Verantwortung wahrnimmt.